# Jonathan Erlich
Jonathan Erlich (Buenos Aires, 5 de abril de 1977) es un extenista argentino nacionalizado israelí. Se volvió profesional en 1996 y se retiró en el torneo de Tel Aviv del año 2022. 
Ha alcanzado 43 finales en campeonatos de dobles, ganando 22 de ellas, la mayoría con su pareja de juego, Andy Ram. Erlich y Ram representaron a Israel en los Juegos Olímpicos de Atenas 2004, llegando a los cuartos de final.

## Títulos de Grand Slam

### Dobles

#### Campeón (1)
| Año  | Torneo               | Pareja   | Oponentes en la final         | Resultado   |
| 2008 | Abierto de Australia | Andy Ram | Arnaud Clément Michael Llodra | 7-5, 7-6(4) |

## Títulos ATP (22; 0+22)

### Dobles (22)
| Leyenda                         |
| Grand Slam (1)                  |
| ATP Wourld Tour Finals (0)      |
| ATP Masters 1000 World Tour (2) |
| ATP World Tour 500 series (1)   |
| ATP World Tour 250 series (18)  |

| N.º | Fecha                    | Torneo               | Superficie    | Pareja               | Oponentes en la final                     | Resultado           |
| --- | ------------------------ | -------------------- | ------------- | -------------------- | ----------------------------------------- | ------------------- |
| 1.  | 10 de julio de 2000      | Newport              | Hierba        | Harel Levy           | Kyle Spencer Mitch Sprengelmeyer          | 7-6(2), 7-5         |
| 2.  | 22 de septiembre de 2003 | Bangkok              | Dura          | Andy Ram             | Andrew Kratzmann Jarkko Nieminen          | 6-3, 7-6(4)         |
| 3.  | 6 de octubre de 2003     | Lyon                 | Dura (i)      | Andy Ram             | Julien Benneteau Nicolas Mahut            | 6-1, 6-3            |
| 4.  | 4 de octubre de 2004     | Lyon                 | Dura (i)      | Andy Ram             | Jonas Björkman Radek Štěpánek             | 7-6(2), 6-2         |
| 5.  | 14 de febrero de 2005    | Róterdam             | Dura          | Andy Ram             | Cyril Suk Pavel Vízner                    | 6-4, 4-6, 6-3       |
| 6.  | 13 de junio de 2005      | Nottingham           | Hierba        | Andy Ram             | Simon Aspelin Todd Perry                  | 4-6, 6-3, 7-5       |
| 7.  | 2 de enero de 2006       | Adelaida             | Dura          | Andy Ram             | Paul Hanley Kevin Ullyett                 | 7-6(4), 7-6(10)     |
| 8.  | 19 de junio de 2006      | Nottingham           | Hierba        | Andy Ram             | Ígor Kunitsyn Dmitry Tursunov             | 6-3, 6-2            |
| 9.  | 21 de agosto de 2006     | New Haven            | Dura          | Andy Ram             | Mariusz Fyrstenberg Marcin Matkowski      | 6-3, 6-3            |
| 10. | 1 de octubre de 2006     | Bangkok              | Dura          | Andy Ram             | Andy Murray Jamie Murray                  | 6-2, 2-6, [10-4]    |
| 11. | 13 de agosto de 2007     | Cincinnati           | Dura          | Andy Ram             | Bob Bryan Mike Bryan                      | 6-1, 6-4            |
| 12. | 26 de enero de 2008      | Abierto de Australia | Dura          | Andy Ram             | Arnaud Clément Michael Llodra             | 7-5, 7-6(4)         |
| 13. | 22 de marzo de 2008      | Indian Wells         | Dura          | Andy Ram             | Daniel Nestor Nenad Zimonjić              | 6-4, 6-4            |
| 14. | 7 de junio de 2010       | Queen's Club         | Hierba        | Novak Djokovic       | Karol Beck David Skoch                    | 6-7(6), 6-2, [10-3] |
| 15. | 18 de junio de 2011      | Eastbourne           | Hierba        | Andy Ram             | Grigor Dimitrov Andreas Seppi             | 6-3, 6-3            |
| 16. | 27 de agosto de 2011     | Winston-Salem        | Dura          | Andy Ram             | Christopher Kas Alexander Peya            | 7–6(2), 6–4         |
| 17. | 6 de mayo de 2012        | Belgrado             | Tierra batida | Andy Ram             | Martin Emmrich Andreas Siljeström         | 4–6, 6–2, [10–6]    |
| 18. | 4 de octubre de 2015     | Shenzhen             | Dura          | Colin Fleming        | Chris Guccione André Sá                   | 6-1, 6-7(3), [10-6] |
| 19. | 1 de octubre de 2017     | Chengdú              | Dura          | Aisam-ul-Haq Qureshi | Marcus Daniell Marcelo Demoliner          | 6-3, 7-6(3)         |
| 20. | 21 de julio de 2018      | Newport              | Hierba        | Artem Sitak          | Marcelo Arévalo Miguel Ángel Reyes Varela | 6-1, 6-2            |
| 21. | 29 de junio de 2019      | Antalya              | Hierba        | Artem Sitak          | Ivan Dodig Filip Polášek                  | 6-3, 6-4            |
| 22. | 28 de mayo de 2021       | Belgrado II          | Tierra batida | Andrei Vasilevski    | André Göransson Rafael Matos              | 6-4, 6-1            |

#### Finalista (20)

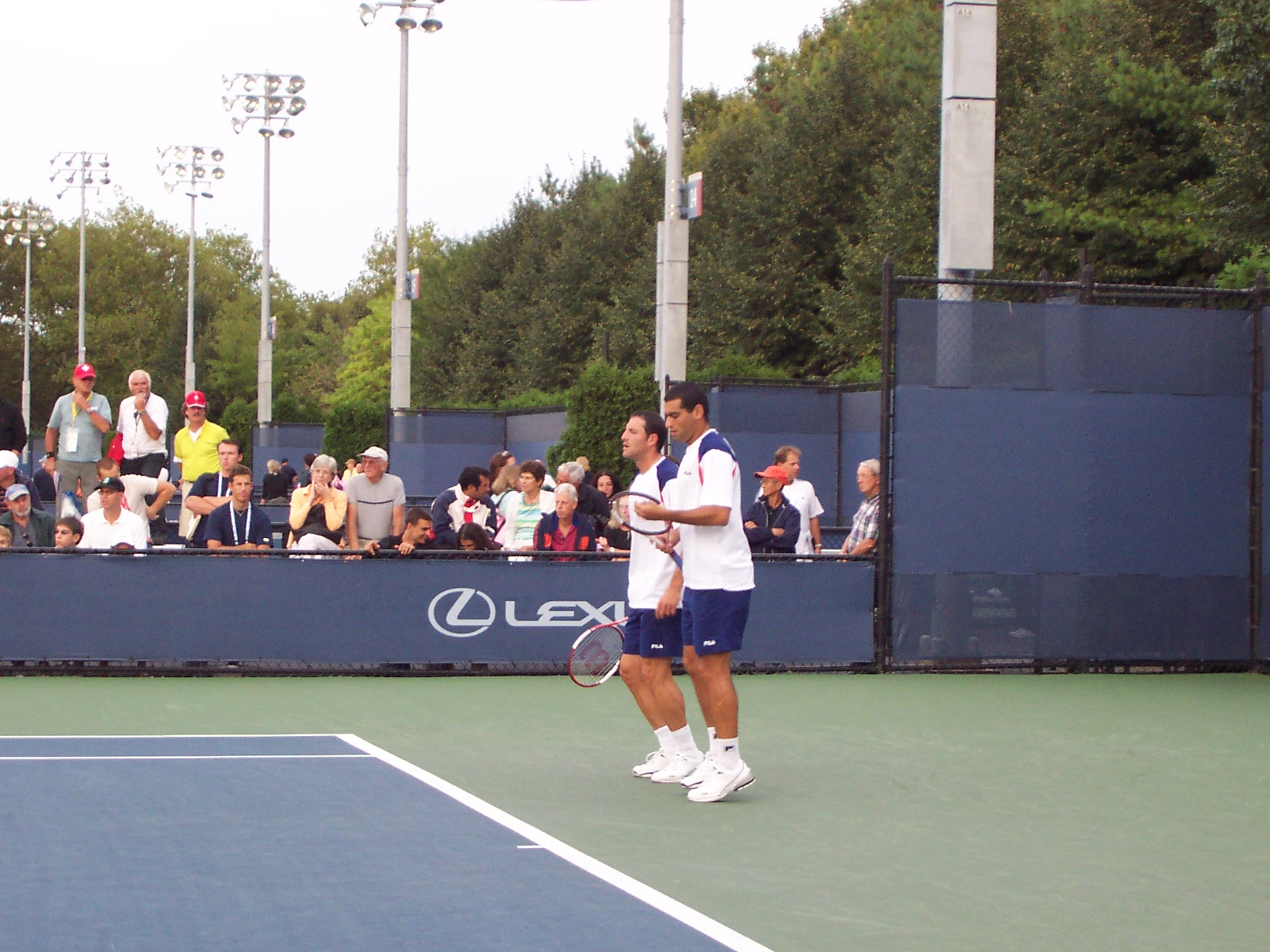
Jonathan Erlich & Andy Ram.

- 2004: Chennai (junto con Andy Ram pierden ante Rafael Nadal y Tommy Robredo).
- 2004: Róterdam (junto con Andy Ram pierden ante Paul Hanley y Radek Štěpánek).
- 2005: Los Ángeles (junto con Andy Ram pierden ante Rick Leach y Brian MacPhie).
- 2005: Montreal (junto con Andy Ram pierden ante Wayne Black y Kevin Ullyett).
- 2005: Bangkok (junto con Andy Ram pierden ante Paul Hanley y Leander Paes).
- 2005: Viena (junto con Andy Ram pierden ante Mark Knowles y Daniel Nestor).
- 2006: Róterdam (junto a Andy Ram pierden ante Paul Hanley y Kevin Ullyett).
- 2006: Roma (junto con Andy Ram pierden ante Mark Knowles y Daniel Nestor).
- 2007: Las Vegas (junto con Andy Ram pierden ante Bob Bryan y Mike Bryan).
- 2007: Indian Wells (junto con Andy Ram pierden ante Martin Damm y Leander Paes).
- 2007: Washington (junto con Andy Ram pierden ante Bob Bryan y Mike Bryan).
- 2008: Cincinnati (junto con Andy Ram pierdena ante Bob Bryan y Mike Bryan)
- 2010: Bangkok (junto con Jurgen Melzer pierden ante Christopher Kas y Viktor Troicki)
- 2012: Chennai (junto con Andy Ram pierden ante Leander Paes y Janko Tipsarević).
- 2016: Marsella (junto con Colin Fleming pierden ante Mate Pavić y Michael Venus).
- 2016: Los Cabos (junto con Ken Skupski pierden ante Purav Raja y Divij Sharan).
- 2017: Auckland (junto con Scott Lipsky pierden ante Marcin Matkowski y Aisam-ul-Haq Qureshi).
- 2019: Chengdú (junto con Fabrice Martin pierden ante Nikola Čačić y Dušan Lajović).
- 2020: Pune (junto con Andrei Vasilevski pierden ante André Göransson y Christopher Rungkat).
- 2021: Montpellier (junto con Andrei Vasilevski pierden ante Henri Kontinen y Édouard Roger-Vasselin).
- 2021: Astaná (junto con Andrei Vasilevski pierden ante Santiago González y Andrés Molteni).

## Títulos ATP Challenger (8; 0+8)

### Dobles (8)
| N.º | Fecha                   | Torneo                       | Superficie | Pareja            | Oponentes en la final                     | Resultado        |
| --- | ----------------------- | ---------------------------- | ---------- | ----------------- | ----------------------------------------- | ---------------- |
| 1.  | 8 de mayo de 2010       | Challenger de Ramat HaSharon | Dura       | Andy Ram          | Alexander Peya Simon Stadler              | 6-4, 6-3         |
| 2.  | 4 de agosto de 2013     | Challenger de Vancouver      | Dura       | Andy Ram          | James Cerretani Adil Shamasdin            | 6-1, 6-4         |
| 3.  | 11 de agosto de 2013    | Challenger de Aptos          | Dura       | Andy Ram          | Chris Guccione Matt Reid                  | 6-3, 6-7, [10-2] |
| 4.  | 13 de agosto de 2017    | Challenger de Aptos          | Dura       | Neal Skupski      | Alex Bolt Jordan Thompson                 | 6-3, 2-6, [10-8] |
| 5.  | 12 de enero de 2018     | Challenger de Canberra       | Dura       | Divij Sharan      | Hans Podlipnik-Castillo Andrei Vasilevski | 7-6(1), 6-2      |
| 6.  | 31 de marzo de 2019     | Challenger de Saint-Brieuc   | Dura (i)   | Fabrice Martin    | Jonathan Eysseric Antonio Sancic          | 7-6(2), 7-6(2)   |
| 7.  | 14 de abril de 2019     | Challenger de Taipéi         | Dura (i)   | N. Sriram Balaji  | Sander Arends Tristan-Samuel Weissborn    | 6-3, 6-2         |
| 8.  | 16 de noviembre de 2019 | Challenger de Houston        | Dura       | Santiago González | Ariel Behar Gonzalo Escobar               | 6-3, 7-6(4)      |